# Драфт НФЛ
Драфт НФЛ — ежегодное событие, в течение которого команды НФЛ набирают новых игроков из команд студенческой лиги. Порядок команд на драфте обратен их результату в предыдущем сезоне, то есть команда, занявшая последнее место, получает первое в драфте и соответственно первой набирает игроков. Однако право выбора, полученное на драфте, может использоваться не только для выбора игроков, но и для обмена на другой номер очереди, игроков или и того и другого. После того, как каждая команда использовала свою очередь для выбора игрока, раунд считается завершённым. После создания драфта в 1936 году некоторые его аспекты претерпевали изменения, однако общие принципы остались прежними.
Место проведения драфта с целью привлечения фанатов меняется каждый год.

## История

### Первый драфт (1936)
Первый драфт НФЛ прошёл Ритц-Карлтон в Филадельфии 8 февраля 1936 года. Всего в драфте принимали участие 90 игроков.Так как скаутов у команд не было, список был составлен с использованием материалов СМИ, по результатам посещения колледжей руководством команд или по рекомендации руководства команд. Драфт длился девять раундов и не получил освещения в СМИ. Первым в истории задрафтованным игроком стал Джей Бервангер.

### Ранние драфты (1937—1946)
Арт Руни, владелец команды Питтсбург Стилерз, выбрал Байрона Уайта в первом раунде драфта-1938, несмотря на то, что Уайт публично заявил, что не собирается заниматься футболом профессионально. Однако он согласился пересмотреть своё решение после того, как Руни предложил ему гарантированный контракт на 15000 долларов. Сумма контракта в два раза превысила рекордную до этого сумму Сэмми Бо.
В эти годы драфт был закреплён в Конституции НФЛ, а первый номер драфта-1942 Билл Дадли стал первым членом Зала Славы Профессионального Футбола в Кантоне, штат Огайо.

### Начало эры скаутов (1946—1959)
Первым скаутом в истории НФЛ стал Эдди Котал, нанятый Дэном Ривзом, владельцем Лос-Анджелес Рэмс (ранее Сент-Луис Рэмс). В эти же годы в НФЛ был задрафтован первый афроамериканский игрок Джордж Тальяферро, выбранный в тринадцатом раунде драфта-1949. Однако он предпочёл играть в одной из команд Общеамериканской футбольной конференции — лиги, соперничающей с НФЛ. Первым афроамериканцем, задрафтованным в девятнадцатом раунде и ставшем играть в НФЛ, стал Уолли Триплетт. После драфта и перед стартом сезона Лос-Анджелес Рэмс подписали Пола «Танка» Янгера — первого игрока из исторически чёрного колледжа.

### Дальнейшая история
В 1980 году Чет Симмонс, президент тогда ещё молодого телеканала ESPN, задал вопрос тогдашнему комиссионеру НФЛ Питу Розелю по поводу прямых трансляций драфтов НФЛ. Розель согласился, хотя и не верил в успех.
В 1988 году НФЛ стала проводить драфты не в будние дни, а в выходные, что значительно подняло рейтинг ESPN.
В 2015 году лига перенесла трёхдневное мероприятие из Нью-Йорка в Чикаго, а затем и в другие города, каждый год привлекая все больше зрителей, включая рекордные 750 тыс. болельщиков в Детройте в 2024 году.